# Fort Reno (Oklahoma)
Pour les articles homonymes, voir Fort Reno.
Fort Reno est un ancien poste militaire de la US Army établi en juillet 1874 sur la rive de la Canadian River, à l'ouest de la ville actuelle d'El Reno en Oklahoma. Nommé en hommage au major général Jesse Lee Reno, le fort était destiné à protéger l'agence indienne de Darlington, située sur la rive opposée, après le soulèvement des Cheyennes de 1874.